# Мухаммадия (Троицк)
«Мухаммадия» — медресе в г. Троицке Оренбургской губернии, существовавшее в XIX и начале XX вв.

## История
Учебное заведение было основано в 1846 г. при 2-й соборной мечети Троицка. Первоначально медресе было традиционным конфессиональным учебным заведением с небольшим числом учащихся (в 1869 г. — 25 человек, в 1881 — 35 человек).
В 1896 г. по инициативе попечителей медресе, купцов Яушевых, «Мухаммадия» была преобразована в новометодное училище, что способствовало росту его популярности. Накануне Первой мировой войны в медресе училось уже 250 человек, оно считалось одним из лучших учебных заведений на Южном Урале.
После Октябрьской революции 1917 г. и установления в регионе советской власти медресе было закрыто. Учебное здание и общежитие для студентов стали использоваться в качестве жилых помещений.

## Попечители
Первое каменное здание для медресе было построено на средства троицкого купца М. Уразаева.
В конце XIX в. попечителями учебного заведения были купцы братья Яушевы, которые ежегодно расходовали на его финансирование от 8 до 10 тыс.руб. В 1899 г. купец Мухаммедшариф Яушев завещал 35 тыс.рублей для образования вакуфного фонда для содержания 2-й соборной мечети и медресе «Мухаммадия».

## Руководители
- 1846—1868 — Ахмед Халитов
- С 1868 г. — Мухаммад Бикматов[2]
- Нияз Максудов (Вильданов)
- Мулла-Ахметхасан Бикматов

## Известные преподаватели и выпускники
- Богослов и присветитель Зайнулла Расулев, выпускник медресе «Мухаммадия» в Троицке
- Муллаян Халиков, председатель СНК Башкирской АССР в 1921—1925 гг., выпускник троицкого медресе «Мухаммадия»
- Газиз Губайдуллин, преподаватель в медресе «Мухаммадия» в Троицке

### Преподаватели
- Габделбари Баттал, историк, журналист
- Гибад Алпаров, филолог
- Газиз Губайдуллин, историк, востоковед, писатель и архивист[3]
- Халим Искандеров, журналист
- Мухаммедмунир Хусаинов, историк и писатель[4]

### Выпускники
- Зайнулла Расулев, богослов
- Муллаян Халиков, председатель СНК Башкирской АССР в 1921—1925 гг.
- Ямалетдин Юмаев, писатель и переводчик

## Здания
Сохранилось два здания бывшего медресе.
- Первое здание
- Второе здание, правая сторона
- Второе здание, левая сторона